# Danylo Kučer
Danylo Olehovyč Kučer (in ucraino Данило Олегович Кучер?; Kryvyj Rih, 25 gennaio 1997) è un calciatore ucraino, portiere del Concordia Chiajna.

## Carriera

### Club
Cresciuto nel settore giovanile del Dnipro, ha debuttato in prima squadra il 6 aprile 2016, in occasione dell'incontro di Kubok Ukraïny vinto 4-1 contro lo Stal' Dniprodzeržyns'k. Il 15 maggio successivo ha esordito anche in Prem"jer-liha, disputando l'incontro pareggiato 1-1 contro l'Olimpik Donec'k. Dopo una breve esperienza nelle serie minori del calcio ucraino con l'Hirnyk Kryvyj Rih, si è trasferito in Lettonia, dove ha vestito le maglie di BFC Daugavpils ed RFS Riga, con quest'ultima squadra esordendo anche nelle competizioni UEFA per club. Nel 2021 è tornato in Ucraina al Mynaj, che nel gennaio del 2022 lo ha ceduto all'Inhulec'. Nel febbraio del 2023 si è trasferito all'UTA Arad, in Romania.

### Nazionale
Ha giocato nelle nazionali giovanili ucraine Under-19 ed Under-20.

## Statistiche

### Presenze e reti nei club
Statistiche aggiornate all'11 marzo 2023.
| Stagione        | Squadra         | Campionato      | Campionato | Campionato | Coppe nazionali | Coppe nazionali | Coppe nazionali | Coppe continentali | Coppe continentali | Coppe continentali | Altre coppe | Altre coppe | Altre coppe | Totale | Totale |
| Stagione        | Squadra         | Comp            | Pres       | Reti       | Comp            | Pres            | Reti            | Comp               | Pres               | Reti               | Comp        | Pres        | Reti        | Pres   | Reti   |
| --------------- | --------------- | --------------- | ---------- | ---------- | --------------- | --------------- | --------------- | ------------------ | ------------------ | ------------------ | ----------- | ----------- | ----------- | ------ | ------ |
| 2015-2016       | Dnipro          | PL              | 1          | -1         | CU              | 1               | -1              | UEL                | -                  | -                  |             | -           | -           | 2      | -2     |
| 2019            | BFC Daugavpils  | VL              | 31         | -46        | CL              | 1               | -2              |                    | -                  | -                  |             | -           | -           | 32     | -48    |
| 2020            | RFS Riga        | VL              | 19         | -18        | CL              | 2               | -3              | UEL                | 1                  | -1                 |             | -           | -           | 22     | -22    |
| gen.-lug. 2021  | RFS Riga        | VL              | 0          | 0          | CL              | -               | -               | UECL               | 0                  | 0                  |             | -           | -           | 0      | 0      |
| Totale RFS Riga | Totale RFS Riga | Totale RFS Riga | 19         | -18        |                 | 2               | -3              |                    | 1                  | -1                 |             | -           | -           | 22     | -22    |
| 2021-gen. 2022  | Mynaj           | PL              | 16         | -24        | CU              | 0               | 0               |                    | -                  | -                  |             | -           | -           | 16     | -24    |
| gen.-giu. 2022  | Inhulec'        | PL              | 0          | 0          | CU              | -               | -               |                    | -                  | -                  |             | -           | -           | 0      | 0      |
| 2022-feb. 2023  | Inhulec'        | PL              | 6          | -10        |                 | -               | -               |                    | -                  | -                  |             | -           | -           | 6      | -10    |
| Totale Inhulec' | Totale Inhulec' | Totale Inhulec' | 6          | -10        |                 | -               | -               |                    | -                  | -                  |             | -           | -           | 6      | -10    |
| feb.-giu. 2023  | UTA Arad        | L1              | 3          | -5         | CR              | 0               | 0               |                    | -                  | -                  |             | -           | -           | 3      | -5     |
| Totale carriera | Totale carriera | Totale carriera | 74         | -104       |                 | 4               | -6              |                    | 1                  | -1                 |             | -           | -           | 79     | -111   |

## Palmarès

### Competizioni nazionali
- Supercoppa d'Armenia: 1

Ararat-Armenia: 2024